# Покровское (Новгород-Северский район)
Покровское (укр. Покровське) — село в Новгород-Северском районе Черниговской области Украины. До 19 июля 2020 года входило в состав Семёновского района.
Население 16 человек. Занимает площадь 0,1 км².
Код КОАТУУ: 7424781702. Почтовый индекс: 15412. Телефонный код: +380 4659.